# مشعبة (مكيراس)

تعديل مصدري - تعديل

مشعبة هي إحدى قرى عزلة مكيراس بمديرية مكيراس التابعة لمحافظة البيضاء، بلغ تعداد سكانها 491 نسمة حسب تعداد اليمن لعام 2004.